# Мусина-Пушкина, Дарья Михайловна
Дарья Михайловна Мусина-Пушкина (1873—1947) (в замужестве Глебова (1891—1895), Озаровская (1901—1912), Апушкина (1912—1937), сценический псевдоним Мусина) — актриса Александринского театра, преподаватель, профессор Ленинградской консерватории.

## Биография
Родилась в семье русского дворянина, потомка известного рода, помещика Михаила Илларионовича Мусина-Пушкина (1836—1915) и французской певицы и театральной актрисы Зелии Казимировны Песио (Pessio, 1838—1873), скончавшейся вскоре после её рождения. М. И. Мусин-Пушкин закончил Парижскую Высшую национальную консерваторию музыки и танца по классу скрипки.
Училась с детства игре на скрипке и пению. В 1890 году поступила в Петербургскую консерваторию; окончила курс обучения по классу сольного пения у Н. А. Ирецкой.
В 1891 году была помолвлена со своим соседом по имению в Мологском уезде Ярославской губернии, Андреем Николаевичем Глебовым — инженером, предпринимателем, золотопромышленником, первооткрывателем золотоносных месторождений в Европе (в Донбассе); в 1893 году вышла за него замуж. В 1894 году родилась их дочь, Тамара Андреевна Глебова. Овдовела в 1895 году.
Актриса Императорского Александринского театра в Петербурге с конца 1890-х по1912 год; сценический псевдоним — Мусина. Выступала на сцене на протяжении двадцати лет. Одна из первых ролей Мусиной в этом театре (1901) — Артемида в трагедии Еврипида «Ипполит», задуманной и поставленной С. М. Волконским, с которым она затем поддерживала дружеские отношения, в связи с их общим интересом к «дельсартианству».
Д. М. Мусина с юности была знакомой и корреспонденткой А. П. Чехова; его брат, Михаил, писал: «Антону шёл только 26-й год, и наша квартира наполнилась молодёжью. Интересные барышни — Лика Мизинова, Даша Мусина-Пушкина…» Имя Д. М. Мусиной-Пушкиной встречается и в письмах Михаила и Марии Чеховых.
С 1901 по 1912 годы была замужем за Юрием Эрастовичем Озаровским, драматургом и режиссёром Александринского театра. В их доме часто бывали М. Савина, Ф. Шаляпин, В. Комиссаржевская, Ида Рубинштейн, Айседора Дункан: «…общалась со многими интереснейшими, замечательными людьми своего времени, и общалась близко».
Д. М. Мусина неоднократно выезжала в Грецию и во Францию; «в Париже известный бас Жироде познакомил её с методом „сценической выразительности“ своего учителя, Франсуа Дельсарта». В Грецию Мусину влекли её интерес к культуре свободной пластики (разделённый ею с Айседорой Дункан), и увлечение античными трагедиями Эсхила, Софокла, Еврипида. В результате накопленного опыта у Д. М. Мусиной созрела мечта о создании собственного драматического театра. Вместе с Юрием Озаровским, мужем и партнёром по сцене, они открыли театр «Стиль», где Мусина была и режиссёром и актрисой. В театр она приглашала актёров из разных трупп, в том числе и из-за границы. Спектакли носили довольно авангардный характер, построенный на классическом репертуаре. «Стиль» просуществовал несколько лет, закрывшись из-за недостатка средств.
После развода с Ю. Озаровским в 1912 году вышла замуж в третий раз — за юриста и писателя, автора известного исследования по русско-японской войне, генерал-майора Владимира Александровича Апушкина.
В 1918—1931 годах вела преподавательскую работу в Петроградской (затем — Ленинградской) консерватории. Преподавала сольное пение, пластику сцены, руководила оперным классом. Как режиссёр, ставила оперы в Большом зале консерватории, в том числе поставила в 1929—1930 гг. оперы: «Черевички» (« Ночь перед Рождеством») П. И. Чайковского, «Паяцы» Р. Леонкавалло, «Русалку» А. С. Даргомыжского, «Орфея и Эвридику» К. В. Глюка.
В 1931 году В. А. Апушкин был арестован и выслан в Вологду; Д. М. Мусина была вынуждена оставить должность профессора Ленинградской консерватории и вслед за мужем отправиться в ссылку. В. А. Апушкин вскоре был повторно арестован и погиб в лагере в 1937 году. Д. М. Мусина прожила в Вологде до 1946 года; преподавала более 11 лет в Вологодском музыкальном училище. Создала оперную студию, состоящую из студентов и певцов-любителей; эта студия для Вологды на несколько лет восполнила отсутствие в городе оперного театра.
В 1946 г. вернулась в Ленинград, поселилась, вместе с сестрой, Ольгой Михайловной Блатовой, в Доме ветеранов сцены на Петровском острове.
Скончалась в Ленинграде в мае 1947 года. Похоронена на Серафимовском кладбище.

## Танец
Д. М. Мусина сыграла значительную роль в становлении Нового танца и истории изучения свободной пластики в России в 1910—1920 гг. Она утверждала и пропагандировала искусство движения и пластики, построенное на синтезе искусств, как и пластическую культуру, построенную на культе тела, жеста, позы. Д. М. Мусина начала развивать теорию Дельсарта, сначала в постановках собственного театра «Стиль», и через общение с Айседорой Дункан.
С 1918 года вела, в консерватории и вне её, классы учеников, обучая их по методу Франсуа Дельсарта, автора знаменитой системы сценического движения. Читала курс о связи законов речи с мимической выразительностью.
Когда в России появились пластические студии, она одна из первых в начале 1920-х годов вместе с дочерью, Т. А. Глебовой, открыла студию пластики — «Студия единого искусства им. Дельсарта под руководством Мусиной и Глебовой» — обучая своих студийцев «присматриваться и прислушиваться к живой природе человеческого инструмента»

Прослышав о существовании у Мусиной частной студии «Мимико-пластической выразительности», я немедленно попросилась к ней на занятия… У неё дома мы говорили по-французски и по-немецки… Мусина раскрыла нам, студийцам, кредо Дельсарта, помогая присматриваться и прислушиваться к живой природе «человеческого инструмента». Я попросила Дарью Михайловну разрешать моим ученицам бывать на её занятиях, она согласилась, и Настя Ахиллес, Аня Таль и Катя Андреева не только с увлечением влились в наши ряды, но и стали участниками её постановки «Орфея» Глюка в Оперной студии.— Акимова С. Об увлечении  великим Вагнером

Мы познакомились с Марией Вениаминовной <Юдиной> у пианистки, профессора консерватории И. С. Миклашевской. К последней я попала через мою двоюродную сестру, Тамару Андреевну Глебову — она танцевала, «пластировала» под музыку Дебюсси, Равеля, Роже Дюкасса, которую хорошо исполняла Ирина Сергеевна. Они выступали вместе. У Тамары Глебовой и её матери Д. М. Мусиной была студия пластики, в которой все плясали босиком и в хитонах, а когда было холодно, хитоны надевали поверх тёплых свитеров
.
Д. М. Мусина была автором многих исследовательских работ на основе развитой ею теории выразительности Ф. Дельсарта.

## Три сестры
Принадлежит в древнему дворянскому роду Мусиных-Пушкиных.
Сёстры Дарья. Мария и Ольга Мусины-Пушкины, по мнению некоторых исследователей, являются прототипами пьесы А. П. Чехова «Три сестры».
Сёстры:
- Ольга Михайловна (в замужестве Блатова; 1864, Париж — 1947, Ленинград) — скрипачка, закончила Московскую консерваторию по классу скрипки; ей были посвящены некоторые музыкальные пьесы Глазунова А. К. Жила и работала в Мологе[12] и в Петербурге.

С 1890 года была замужем за Д. И. Блатовым, выпускником Военно-Медицинской Академии, земским врачом и личным дворянином. Брак бездетный. Брат мужа, Алексей Иванович Блатов (1865—1935), закончил техническое училище, городской глава, — когда в 1903 г. умерла его жена, Пчелина Анна Сергеевна, Ольга Михайловна взяла в семью на воспитание всех их детей: Владимира, Дмитрия, Татьяну, Людмилу и Ольгу.  
Семья Блатовых была в дружеских отношениях с соседом по имению, народовольцем Н. А. Морозовым.
Овдовела в 1913 году. С конца 1930-х, в связи с затоплением Мологи, переехала к сестре Дарье Михайловне в Вологду, где жила до 1946 года; преподавала в Вологодском музыкальном училище. С 1946 года вместе с сестрой Дарьей Михайловной поселилась в Ленинграде, в Доме ветеранов сцены на Петровском острове. Обе сестры умерли в мае 1947 года и похоронены рядом, на Серафимовском кладбище.
- Мария Михайловна (в замужестве Соболева; 23 марта 1868 года, Париж — 10 октября 1949 год, Москва) — актриса, сценический псевдоним Пушкина. Ученица В. И. Немировича-Данченко; жила в Москве и в Мологе; первым браком замужем за Николаем Васильевичем Соболевым (1866 — ноябрь 1895, Мерано, Италия), вторым за Германом Беком. С 1889 года, оставив сцену, жила во Франции: в Ницце, Ментоне и в Париже; была владелицей пансиона "Родной Угол" в Ницце; занималась литературными переводами (с шести языков). Возвратилась в Москву окончательно в 1946 году.

## Дочь
Единственным ребёнком Д. М. Мусиной была дочь от первого брака с А. Н. Глебовым:
- Тамара Андреевна Глебова (1894, Петербург — 1944, Новосибирск) — актриса и танцовщица[14]. С 1934 года — актриса бывшего Александринского театра (Академического театра драмы), теоретик свободного танца. Снималась в кинофильмах, в том числе в комедии «Антон Иванович сердится»[15].

Была замужем с 1913 года за актёром Владимиром Александровичем Афанасьевым (21.02.1885 — 29.09.1945), развелись в 1920 году. 
Сыновья от этого брака: 
- Андрей Владимирович Афанасьев (1913, Петроград — 1980?, Ленинград)
- Дмитрий Владимирович Афанасьев (1915, Петроград — 1991, Ташкент).

Вторым браком замужем за Александром Леоновичем Авербахом (1896, Рыбинск — 1966, Ленинград, похоронен на Богословском кладбище). А. Л. Авербах родился в Рыбинске.  Его отец Леон (Лейб) Ильич Авербах, был главой еврейской общины Рыбинска. Дед — Илья Осипович Авербах (1836—1909), мариупольский 2-й гильдии купеческий сын, впоследствии рыбинский купец первой гильдии и управляющий Шекснинским пароходством, потомственный почётный гражданин. А. Л. Авербах закончил коммерческое училище в Рыбинске. В  молодости недолгое время был актёром в труппе Большого драматического театра. Окончил экономический факультет Ленинградского технологического института и работал инженером.  После развода с Т. А. Глебовой в 1933 году  вступил в брак с Ксенией Владимировной  Стракач (по первому браку Куракиной, 1903—1988)[1], сын от второго брака- Илья Авербах.
В начале 1942 года, во время блокады Ленинграда, Т. А. Глебова, вместе с труппой Александринского театра, уехала в эвакуацию в Новосибирск, где и умерла в 1944 году.
Дмитрий Владимирович Афанасьев, внук Д. М. Мусиной-Пушкиной, собрал многочисленные сведения о семье (о роде Глебовых, роде Лодыженских и роде Мусиных), и передал собранный им и подробно прокомментированный семейный архив в Ярославский исторический музей.